# Gong Rádió
A Gong Rádió (egyes műsor és zenék közti szignálokban: Gong FM) Kecskemét körzetében fogható városi rádióállomás volt. 2002-től a megszűnésig hálózatos műsorszóróként működött és Kecskeméten kívül több vételkörzetben javarészt az ország középső területein Bács-Kiskun vármegye, Csongrád-Csanád vármegye, Pest vármegye déli része és a Vajdaság északkeleti részén is fogható volt az adása.
A rádió 2023.12.14-én 0:00-kor (a gyömrői adás kivételével) a kecskeméti, a csongrádi és a nagykőrösi frekvencián "Rádió 1 Gong", míg a bajai a keceli és a solti frekvencián "Rádió 1 Gong FM" néven a Rádió 1 országos hálózatába tagozódott, ezzel megszűnt.

## Történet
Kecskemét város rádiójaként a Gong Rádió először 1995 augusztusában tűnt fel az éterben. Akkor csak kísérleti jelleggel a Hírös Napok rendezvénysorozat ideje alatt. Egyhetes működése közben nagy népszerűségre tett szert a hallgatók körében, könnyed és vidám hangvételével. 1996. január elején Kecskemét Megyei Jogú Város Önkormányzata, néhány lokálpatrióta magánszemély és gazdasági társaság megalapította a Gong Rádió Kft.-t. 1996. január 11-étől folyamatosan sugározta adásait naponta 16 órától hajnali 4 óráig, ám 1998 októberében elnyerte az ORTT 414.(IX./1998.X.27.) számú határozata alapján - a napi 24 órára kiírt műsor-szolgáltatási pályázatot.
Az Országos Rádió és Televízió Testület 2002. március elsejétől hálózatos műsorszolgáltatóvá nyilvánította a Gong Rádiót. Zenei kínálata az 1990-es évek és napjaink zenéi közt volt található. Magyar és külföldi zenéket egyaránt sugárzott, népszerű az 1990-es évek zenéje a kívánságműsorban.
A kecskeméti és a nagykőrösi adás bekapcsolódott[mikor?] a térségi (Baja, Solt, Kecel, Gyömrő, Csongrád) adásba, és GONG FM névvel futott tovább,[forrás?] és a térségi RDS PS-t (_GONG_) használta.
A Gong Rádiót 2017-ben megvásárolta Mészáros Lőrinc felcsúti nagyvállalkozó, Orbán Viktor barátja, majd miután 2018 elején a Gazdasági Versenyhivatal (GVH) versenyjogi aggályokat fogalmazott meg, a Part FM-mel együtt egy Mészárossal szoros üzleti kapcsolatban álló, ugyancsak kormányközeli személynek, Szijj Lászlónak, illetve a Szijj-féle Szőke Tisza Investnek adta tovább. A Gongot nem sokkal később, 2018 novemberében Szijj László odaajándékozta a Fidesz-közeli médiaholdingnak, a Közép-Európai Sajtó és Média Alapítványnak (KESMA). Az ügyletet Orbán Viktor kormánya rendelettel „nemzetstratégiai jelentőségűnek” minősítette, hogy ezzel a GVH és a Médiatanács vizsgálatát elkerüljék. A KESMA alapítócégének vezetője Mészáros Lőrinc ügyvédje volt. A Gong Rádió reklámidejének értékesítését 2021-től a 2023-as megszűnésig Mészáros Lőrinc érdekeltsége, az Atmedia végezte.
2023. december 14-től a rádió (a gyömrői adás kivételével) hálózatba kapcsolódott a budapesti Rádió 1-el, ezáltal megszűnt.
Utódja a Rádió 1 Gong, amely Jámbor Csaba ügyvezető elmondása szerint a Gong FM stábjával készít regionális műsort. Reggel 10 óra és délután 5 óra között a Gong korábbi műsorvezetőivel, helyi hírekkel, regionális műsorokkal, a budapesti műsortól eltérő szerkezettel jelentkezik a Rádió 1 Gong, a zenei repertoár is egy kissé eltérő a fő rádió adóhoz képest (a kisebb frekvenciákon általában 2 órás regionális adást sugároznak a fő adástól függetlenül). Műsoridejükön kívül a 89.5-ön hallható műsort sugározzák, így a Balázsék és az éjszakáig tartó mix műsorok változtatás nélkül kerülnek sugárzásra.

A Gong Rádió adóhálózata a 2023-as megszűnésig

## Korábbi frekvenciák
- Kecskemét - FM 96,5
- Kecel - FM 99,6
- Solt - FM 94,1
- Nagykőrös - FM 93,6
- Gyömrő - FM 97,2
- Csongrád - FM 87,6
- Baja - FM 88,7

## Munkatársak

### Műsorvezetők
- Faragó Miklós
- Nagy Tibor
- Kincses Szabolcs
- Király Andor
- Csongrádi Tamás
- Holló Róbert
- Kormos Zsolt
- Puha Éva
- Farkas Gábor
- Vizi Zalán
- Vass Imre
- Orosz Fanni

### Hírszerkesztők
- Szentgáti Csaba
- Csrefkó Judit